# Complètement fou
Albums de Yelle
Safari Disco Club
(2011) L’Ère du Verseau
(2020)
Singles
1. Complètement fou
2. Ba$$in
3. Moteur action
4. Bouquet final

Complètement fou est le troisième album du groupe electropop français Yelle. Il est sorti le 29 septembre 2014 en France.

## Listes des pistes
| No  | Titre                       | Durée |
| --- | --------------------------- | ----- |
| 1.  | Complètement fou            | 3:50  |
| 2.  | Ba$$in                      | 2:59  |
| 3.  | Coca sans bulles            | 3:38  |
| 4.  | Les Soupirs et les Refrains | 3:45  |
| 5.  | Nuits de baise I            | 2:15  |
| 6.  | Toho                        | 2:53  |
| 7.  | Moteur action               | 3:23  |
| 8.  | Florence en Italie          | 4:14  |
| 9.  | Un jour viendra             | 3:31  |
| 10. | Nuit de baise II            | 1:20  |
| 11. | Jeune fille garnement       | 4:22  |
| 12. | Dire qu'on va tous mourir   | 1:34  |
| 13. | Bouquet final               | 4:14  |

## Classements
| Classement (2014-15)         | Meilleure position |
| ---------------------------- | ------------------ |
| Belgique (Wallonie Ultratop) | 157                |
| France (SNEP)                | 52                 |

## Classements détaillés
| France | 52 | 127 | 158 | x | x |